# Sebestenboom
De sebestenboom (Cordia sebestena) is een tot 10 m hoge boom uit de ruwbladigenfamilie. 
De bladeren zijn afwisselend geplaatst, eirond tot breed-elliptisch tot hartvormig, tot 20 cm lang, stijf en ruw.
De oranjerode bloemen zijn bijna het hele jaar aanwezig. Ze groeien in eindstandige, schermvormige pluimen. Ze zijn circa 2,5 cm groot en hebben een korte kelkbuis, een lange kroonbuis en een uitstaande zoom van vijf tot zeven kreukelige kroonslippen. De meeldraden zijn klein, geelachtig en steken nauwelijks uit de kroonbuis. 
De vruchten zijn eivormige, witachtige, tot 3 cm grote steenvruchten met een grote, harde pit en een dun laagje zoet en slijmerig vruchtvlees. Aan het uiteinde blijft de bloemkelk behouden.
De sebestenboom komt van nature voor in het Caribisch gebied, Venezuela en Florida. Hij wordt veel als sierheester gekweekt. De vruchten kunnen dienen als hoestremmende zuigbonbon.

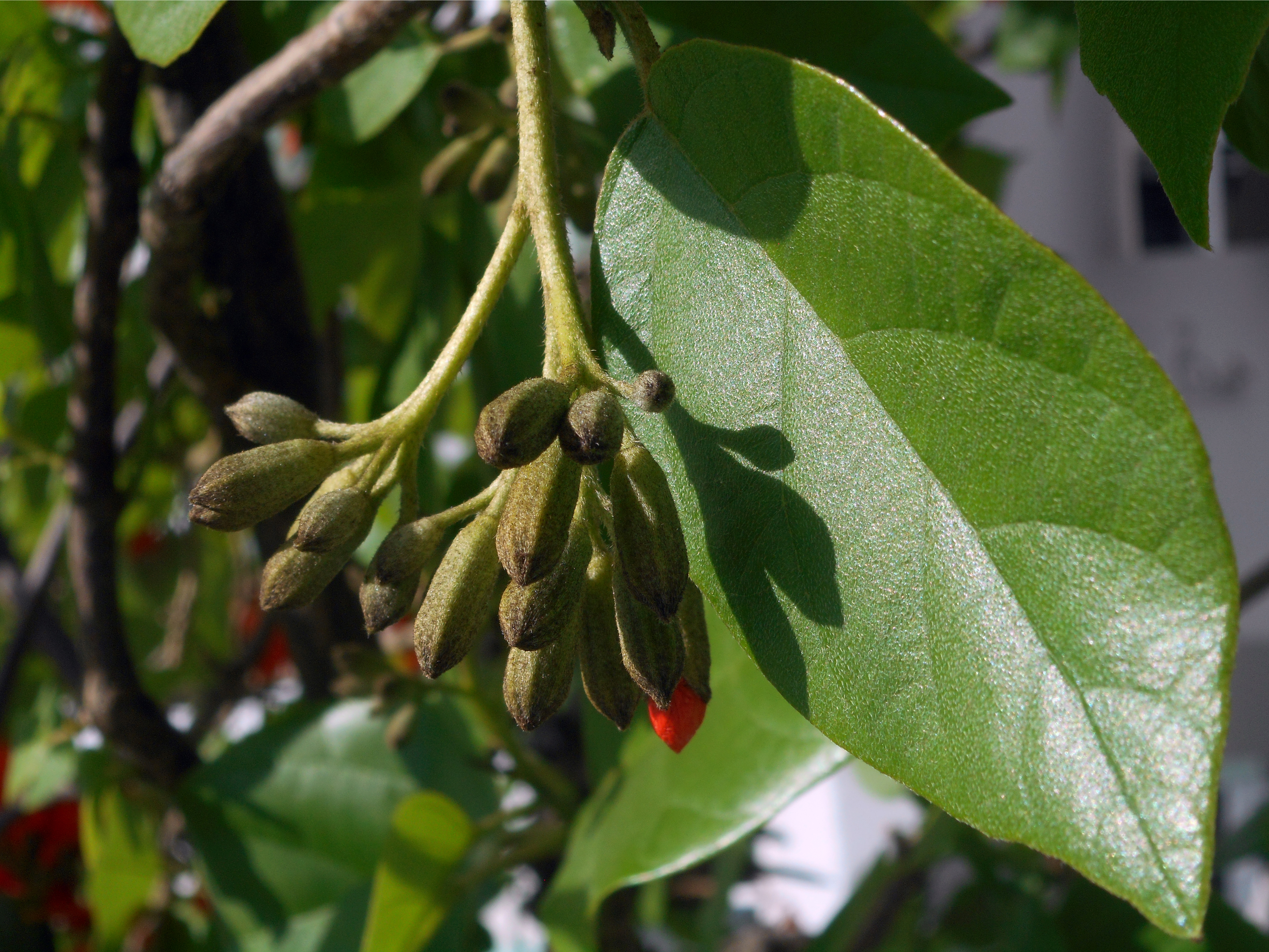
bladeren en bloemknoppen
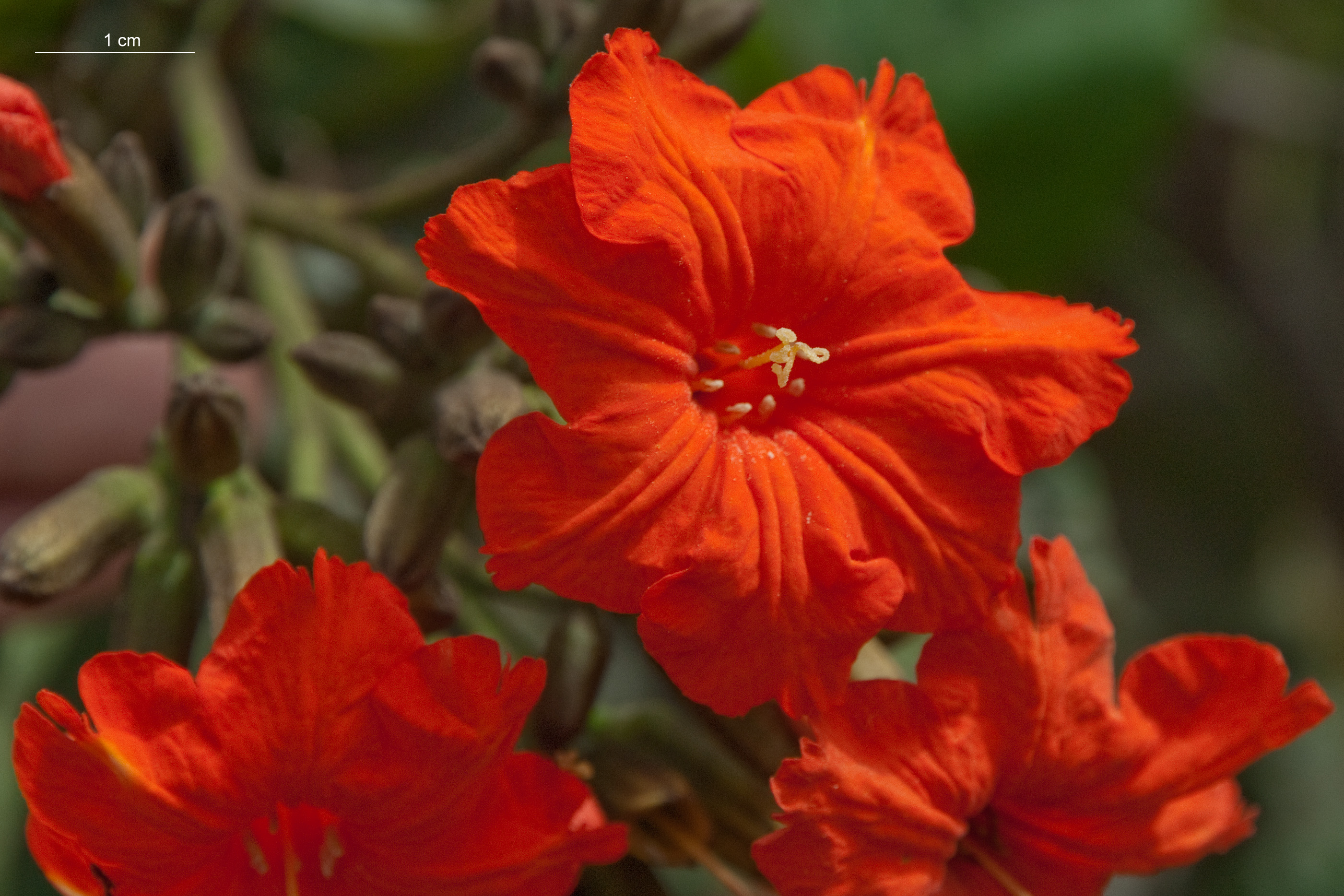
Bloem van de sebestenboom in close-up (Dakar, Senegal, juni 2013)
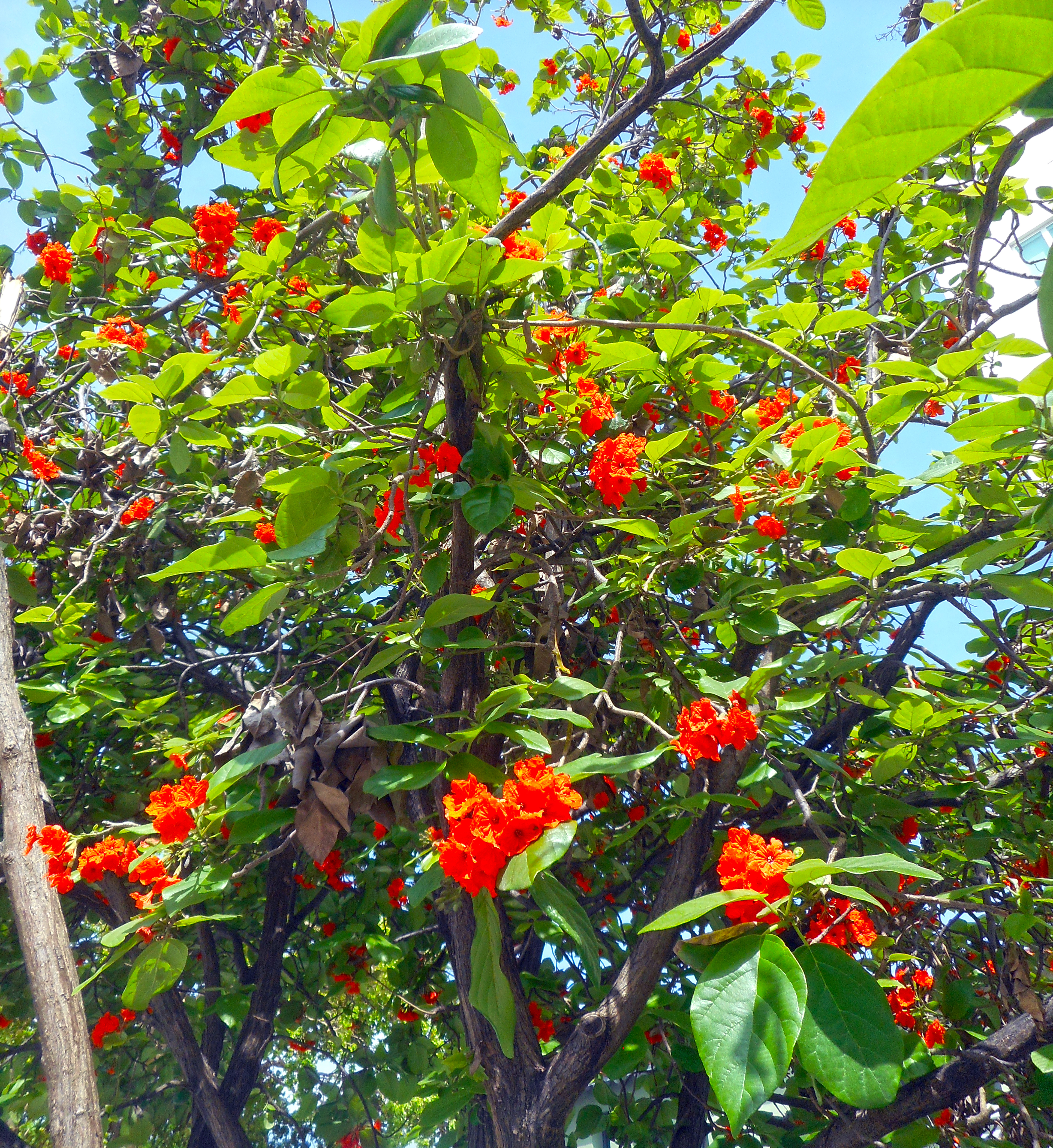
bladeren en bloemen
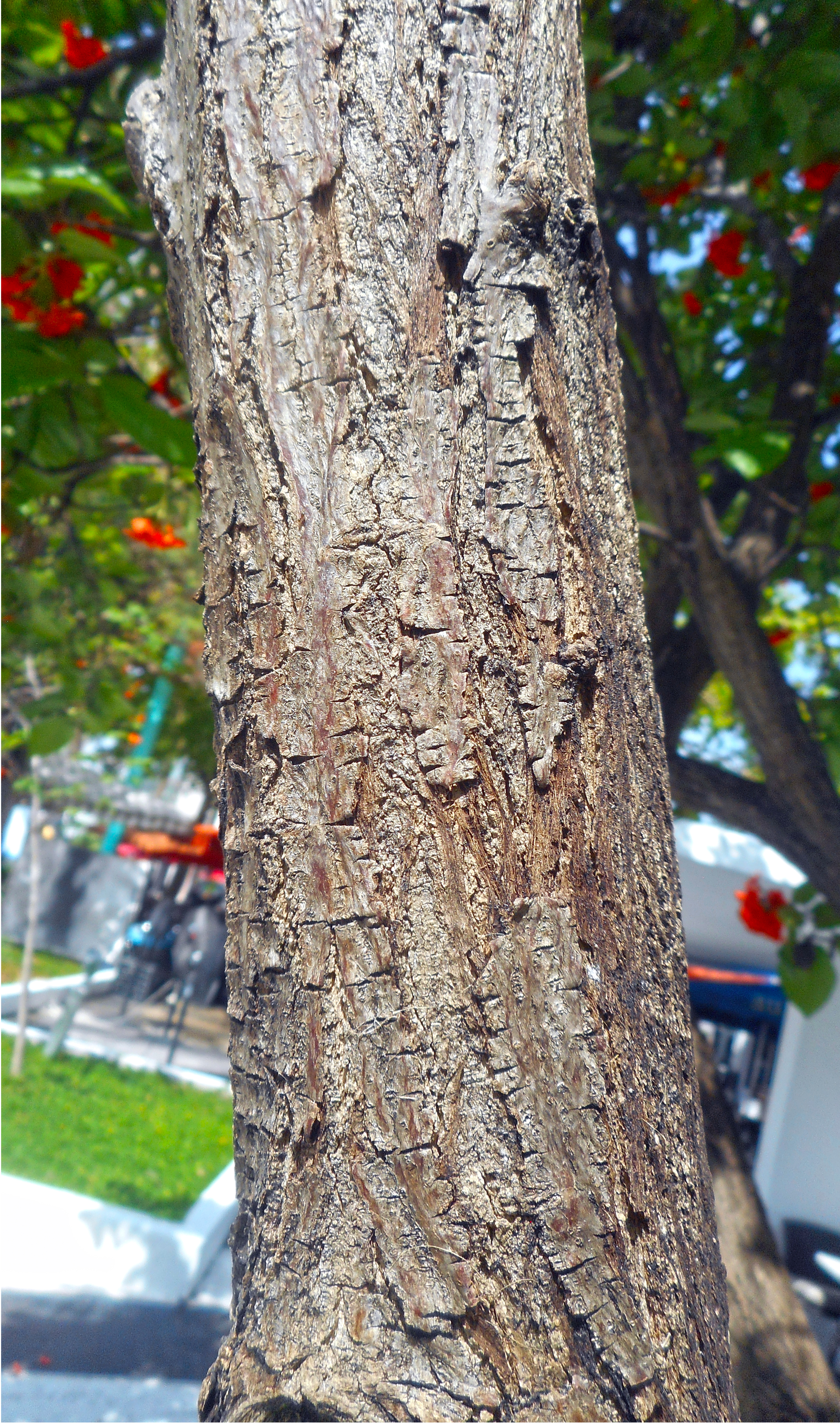
stam